# Élisabeth Domitien
Élisabeth Domitien, född 1925, död 26 april 2005, var premiärminister i Centralafrikanska Republiken 1975–1976. Hon var den första kvinnliga premiärministern i både sitt land och i Afrika som helhet.
Domitien var aktiv i det enda lagliga politiska partiet, MESAN, där hon 1972 utnämndes till partiets vicepresident. Då Jean-Bédel Bokassa 2 januari 1975 tog över makten och skapade premiärministerposten (medan presidenten fortfarande fungerade som regeringschef) fick hon denna post. Hon avskedades tillsammans med resten av regeringen 7 april 1976, sedan hon öppet motsatt sig Bokassas planer på att införa monarki. 
Domitien arresterades efter Bokassas fall år 1979, anklagad för att ha dolt korruptionsanklagelser mot Bokassa under sin tid som premiärminister; hon avtjänade ett kortare fängelsestraff och förbjöds 1980 att engagera sig politiskt. Domitien betraktades dock fortsatt som en inflytelserik politisk och ekonomisk gestalt.